# ゾーニョ
ゾーニョ（伊: Zogno  ( 音声ファイル)）は、イタリア共和国ロンバルディア州ベルガモ県にある、人口約8,600人の基礎自治体（コムーネ）。

## 地理

### 位置・広がり
ベルガモ県、ヴァル・ブレンバーナのコムーネ。県都ベルガモから北へ11km、州都ミラノから北東へ52kmの距離にある。

#### 隣接コムーネ
隣接するコムーネは以下の通り。
- アルグア
- アルツァーノ・ロンバルド
- ブラッカ
- コスタ・ディ・セリーナ
- ネンブロ
- ポンテラーニカ
- サン・ペッレグリーノ・テルメ
- セドリーナ
- ソリーゾレ
- ヴァル・ブレンビッラ

### 地震分類
イタリアの地震リスク階級 (it) では、3 に分類される
。

## 行政

### 山岳部共同体
広域行政組織である山岳部共同体「ヴァッレ・ブレンバーナ山岳部共同体」  (it:Comunità montana della Valle Brembana)  （事務所所在地：ピアッツァ・ブレンバーナ）を構成するコムーネである。

### 分離集落
以下の分離集落（フラツィオーネ）がある。
- Endenna, Grumello de' Zanchi, Miragolo San Marco, Miragolo San Salvatore, Poscante, Somendenna, Ambria, Spino al Brembo, Stabello

## 出身著名人
- アントニオ・ペゼンティ - 自転車ロードレース選手